# 13 Pułk Artylerii Lekkiej

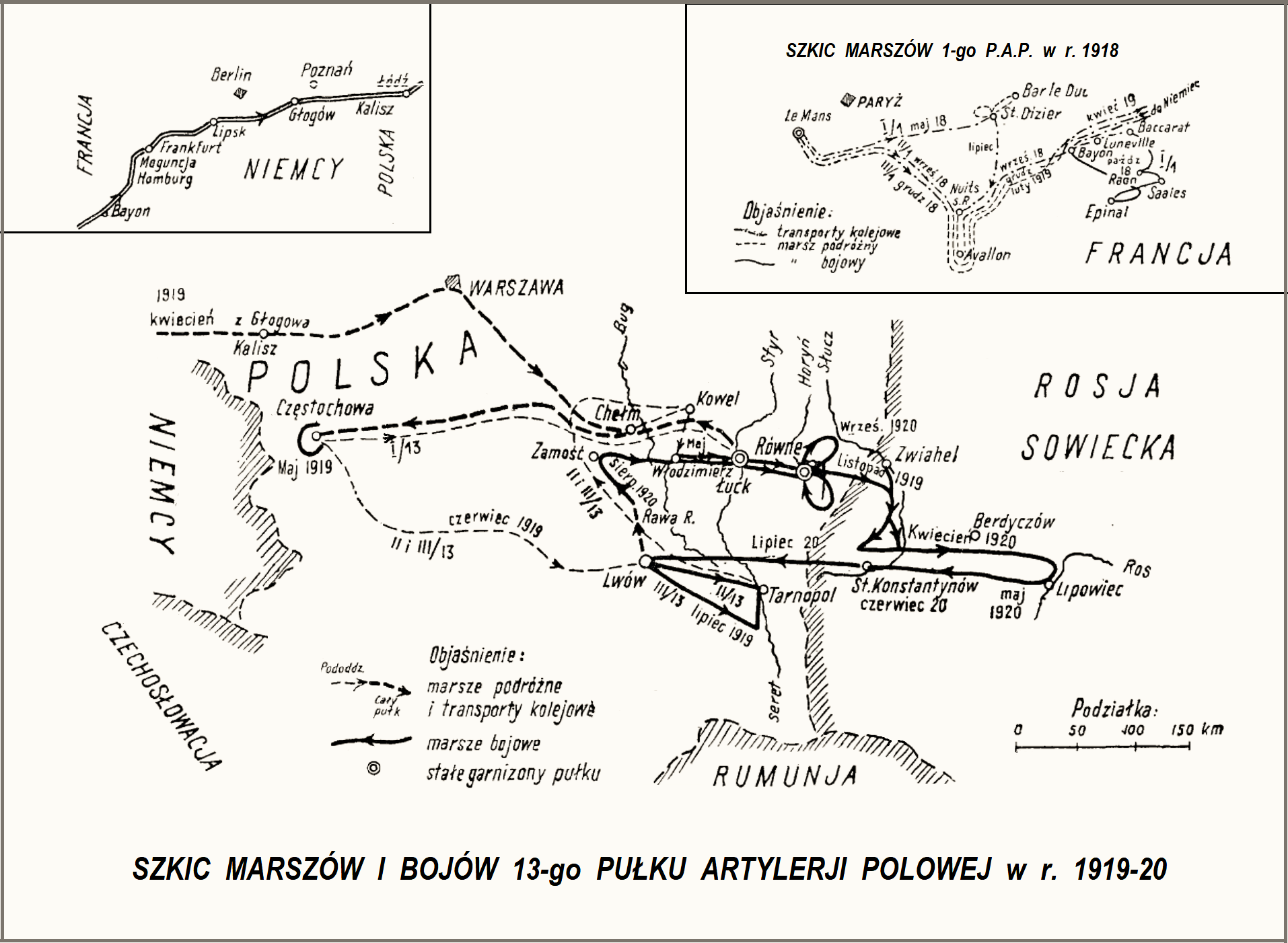
Szkic marszów i bojów pułku w latach 1919–1920

13 Kresowy Pułk Artylerii Lekkiej (13 pal) – oddział artylerii lekkiej Wojska Polskiego w II Rzeczypospolitej.
Pułk stacjonował w garnizonie Równe (III dywizjon w Łucku) i był organiczną jednostką artylerii 13 Kresowej Dywizji Piechoty. Pod względem wyszkolenia oddział podlegał dowódcy 2 Grupy Artylerii.
Święto pułkowe obchodzono 9 września – w rocznicę ostatecznego sformowania pułku we Francji w 1918.
W latach 1996–1998 dziedzictwo tradycji 13 pal kontynuował 13 Kostrzyński pułk artylerii im. płk. Mikołaja Gomólickiego w Kostrzynie nad Odrą.

## Formowanie i walki
Pierwszy oddział artylerii Armii Polskiej we Francji był organizowany w koszarach w Le Mans. W miarę napływu kadr i ochotników były tworzone kolejne grupy (dywizjony):
- I grupa – 22 maja 1918 – dowódca kpt./mjr Władysław Sekutowicz
- II grupa – 4 września 1918 – dowódca kpt./mjr Kołyszko
- III grupa – 28 listopada 1918 – dowódca mjr Mikołaj Gomólicki

1 stycznia 1919 roku na bazie wymienionych dywizjonów powstał 1 pułk artylerii polowej. 
Po ześrodkowaniu 1 Dywizji Piechoty w marcu 1919 roku w rejonie Bayonne pułk został przygotowany do transportu do Polski. Dowództwo pułku objął ppłk Gomólicki, dywizjony przejęli:
- I dyon – mjr Kazimierz Schally
- II dyon – mjr Kowalski
- III dyon – mjr Edward Czopór

Eszelony pułku opuściły Francję między 17 a 21 kwietnia 1919 roku i przez Niemcy przybyły do Polski w ostatnich dniach kwietnia. Pułk wyładowywał się w rejonie Chełma i Kowla. 
1 września 1919 roku, w związku z połączeniem „Błękitnej Armii” z Wojskiem Polskim w kraju, jednostka została przemianowana na 13 Kresowy pułk artylerii polowej.
We wrześniu 1920 pułk dysponował 75 mm armatami francuskimi.
| Struktura organizacyjna i obsada personalna pułku w 1920 | Struktura organizacyjna i obsada personalna pułku w 1920 | Struktura organizacyjna i obsada personalna pułku w 1920 |
| Stanowisko                                               | Stopień, imię i nazwisko                                 | Uwagi                                                    |
| -------------------------------------------------------- | -------------------------------------------------------- | -------------------------------------------------------- |
| Dowódca                                                  | płk Mikołaj Gomólicki                                    |                                                          |
| Adiutant                                                 | ppor. Tadeusz Jasiński                                   |                                                          |
| Oficer łączności (i gazowy)                              | por. Michał Wieliczko-Wielicki                           |                                                          |
| Oficer broni                                             | ppor. Leonard Bursa                                      |                                                          |
| Oficer oświatowy                                         | ppor. Józef Bogusławski                                  |                                                          |
| Lekarz                                                   | por. lek. Franciszek Bardach                             |                                                          |
| Lekarz wet.                                              | rtm. lek. wet. Oswald Bernfeld                           | do 21 VII                                                |
| Lekarz wet.                                              | rtm. lek. wet. Mikołaj Skorupski                         |                                                          |
| Kapelan                                                  | ks. Jan Wielebiński                                      | do 6 VI                                                  |
| I dywizjon                                               |                                                          |                                                          |
| Dowódca I dywizjonu                                      | kpt. Michał Jancewicz                                    |                                                          |
| Adiutant                                                 | ppor. Władysław Bergman                                  |                                                          |
| Oficer gospodarczy                                       | por. Władysław Karpowicz                                 |                                                          |
| Oficer łączności                                         | ppor. Edward Kubalski                                    |                                                          |
| Lekarz                                                   | ppor. lek. Jan Krotoski                                  |                                                          |
| Lekarz                                                   | ppor. san. Wincenty Kuźniar                              |                                                          |
| Lekarz wet.                                              | pchor. Bordarich                                         |                                                          |
| Lekarz wet.                                              | ppor. lek. wet. Władysław Sarna                          |                                                          |
| Lekarz wet.                                              | rtm. lek. wet. Mikołaj Skorupski                         |                                                          |
| Dowódca taboru                                           | ppor. Władysław Moniuszko                                |                                                          |
| Dowódca 1 baterii                                        | por. Franciszek Kosiński                                 |                                                          |
| Oficer baterii                                           | ppor. Józef Biliński                                     |                                                          |
| Oficer baterii                                           | ppor. Roman Brenner                                      |                                                          |
| Oficer baterii                                           | ppor. Władysław Suryn                                    |                                                          |
| Dowódca 2 baterii                                        | kpt. Gustaw Deisenberg                                   |                                                          |
| Oficer baterii                                           | ppor. Stanisław Nowakowski                               |                                                          |
| Oficer baterii                                           | ppor. Marian Jankowski-Poraj                             |                                                          |
| Dowódca 3 baterii                                        | kpt. Stanisław Gierwatowski                              |                                                          |
| Oficer baterii                                           | ppor. Józef Bogusławski                                  |                                                          |
| Oficer baterii                                           | ppor. Bronisław Nowakowski                               |                                                          |
| Oficer baterii                                           | ppor. Stanisław Piotrowicz                               |                                                          |
| Oficer baterii                                           | ppor. Adam Skałkowski                                    | do 2 VIII                                                |
| II dywizjon                                              |                                                          |                                                          |
| Dowódca II dywizjonu                                     | kpt. Napoleon de Latour                                  | do 9 X                                                   |
| Adiutant                                                 | ppor. Mirosław Winogradzki                               |                                                          |
| Oficer gospodarczy                                       | ppor. Jan Świderski                                      |                                                          |
| Oficer łączności                                         | ppor. Stefan Otowski                                     |                                                          |
| Lekarz                                                   | por. lek. dr Franciszek Bardach                          |                                                          |
| Lekarz wet.                                              | ppor. lek. wet. Jan Duszkiewicz                          |                                                          |
| Dowódca 4 baterii                                        | por. Marian Kowalski                                     |                                                          |
| Oficer baterii                                           | por./kpt. Antoni Brzozowski                              |                                                          |
| Oficer baterii                                           | ppor. Poncet de Sandon                                   |                                                          |
| Dowódca 5 baterii                                        | por./kpt. Władysław Bednarski                            |                                                          |
| Oficer baterii                                           | ppor, Zygmunt Dworakowski                                |                                                          |
| Oficer baterii                                           | ppor. Czesław Kitkiewicz                                 |                                                          |
| Dowódca 6 baterii                                        | kpt. Mieczysław Małczyński                               |                                                          |
| Oficer baterii                                           | por. Witold Guenter                                      |                                                          |
| Oficer baterii                                           | ppor. Stanisław Dołęga-Luberadzki                        |                                                          |
| III dywizjon                                             |                                                          |                                                          |
| Dowódca III dywizjonu                                    | mjr Edward Czopór                                        |                                                          |
| Adiutant                                                 | ppor. Edward Rykiert                                     |                                                          |
| Oficer gospodarczy                                       | ppor. Stanisław Chęciński                                |                                                          |
| Lekarz                                                   | ppor, lek. Orzech Manas                                  |                                                          |
| Lekarz wet.                                              | por. lek. wet. Władysław Sarna                           |                                                          |
| Dowódca 7 baterii                                        | por. Stanisław Szembarski                                | † 29 V                                                   |
| Oficer baterii                                           | por. Zdzisław Liberadzki                                 | †29 V                                                    |
| Oficer baterii                                           | ppor. Stanisław Bereziński                               | † 29 V                                                   |
| Dowódca 8 baterii                                        | por. Adam Studencki                                      |                                                          |
| Oficer baterii                                           | por. Wacław Grudniewicz                                  |                                                          |
| Oficer baterii                                           | ppor. Tadeusz Nadratowski                                |                                                          |
| Oficer baterii                                           | ppor. Julian Zdanowski                                   |                                                          |
| Dowódca 9 baterii                                        | por. Lucjan Adamczak                                     |                                                          |
| Oficer baterii                                           | por. Kazimierz Dworakowski                               |                                                          |
| Oficer baterii                                           | ppor. Jan Domasiewicz                                    |                                                          |
| Oficer baterii                                           | ppor. Anicet Marcinkowski                                |                                                          |
| Nieustalone przydziały                                   |                                                          |                                                          |
| Oficer pułku                                             | kpt. Wacław Latkiewicz                                   |                                                          |
| Oficer pułku                                             | por. Piotr Ponomariow-Jakubowski                         | od VI                                                    |
| Oficer pułku                                             | ppor. Tadeusz Mądralowski                                |                                                          |
| Oficer pułku                                             | ppor. Romuald Prewycz-Kwinto                             |                                                          |

### Kawalerowie Virtuti Militari
| Żołnierze pułku odznaczeni Krzyżem Srebrnym Orderu Wojskowego Virtuti Militari: | Żołnierze pułku odznaczeni Krzyżem Srebrnym Orderu Wojskowego Virtuti Militari: | Żołnierze pułku odznaczeni Krzyżem Srebrnym Orderu Wojskowego Virtuti Militari: |
| ------------------------------------------------------------------------------- | ------------------------------------------------------------------------------- | ------------------------------------------------------------------------------- |
| por. Lucjan Adamczak                                                            | por. Alfred Bartoniczek                                                         | por. Władysław Bednarski                                                        |
| ppor. Józef Biliński                                                            | ogn. Faustyn Bieńkowski                                                         | mjr Edward Czopór                                                               |
| bomb. Wojciech Dąbrowski                                                        | ogn. Kazimierz Fludra                                                           | płk Mikołaj Gomólicki                                                           |
| kan. Stanisław Gierecki                                                         | por. Wacław Grudniewicz                                                         | por. Witold Günter                                                              |
| mjr. Michał Jancewicz                                                           | kan. Stanisław Kacprzak                                                         | por. Franciszek Kosiński                                                        |
| por. Marian Kowalski                                                            | ś.p. kpt. Napoleon de Latour                                                    | kpr. Józef Loch ps. „Jan Lesiński” nr 2086                                      |
| kpr. Stanisław Maruta                                                           | st. ogn. Henryk Mendel                                                          | ogn. Stanisław Michałowski                                                      |
| ppor. Tadeusz Nadrowski                                                         | chor. Józef Nyklewicz                                                           | ogn. Józef Popławski                                                            |
| kpr. Wasyl Pawluk ps. „Wacław Paluch”                                           | bomb. Aleksander Piekarus                                                       | bomb. Jan Prus                                                                  |
| kpt. Stanisław Szeliga-Gierwatowski                                             | por. Adam Studencki                                                             | bomb. Aleksander Szewczyk                                                       |
| kan. Józef Wójciuk                                                              | kan. Józef Zwoliński                                                            | kan. Antoni Żórubski                                                            |

## 13 Kresowy pal w okresie pokoju

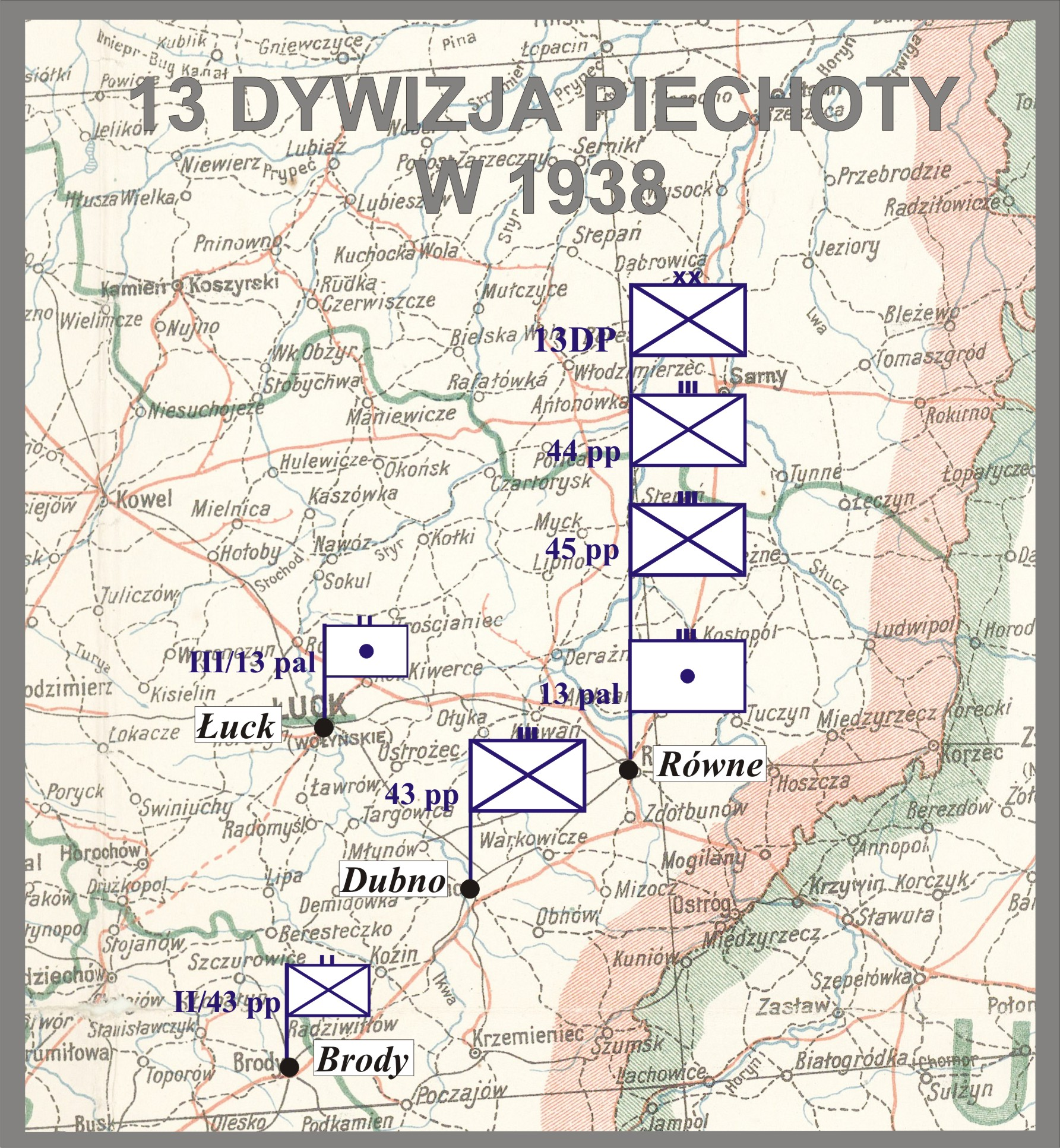
13 DP w 1938

Do 1939 pułk stacjonował w garnizonie Równe.

### Mobilizacja
Zmobilizowany w dniu 14 sierpnia 1939 roku wraz z pododdziałami dywizyjnymi w ramach mobilizacji alarmowej w grupie "zielonej" jako oddział wchodzący w skład Korpusu Interwencyjnego. Zgodnie z planem "W" zmobilizowano w oparciu o 13 pal w garnizonie Równe: dowództwo 13 pal z samodzielnym patrolem meteo nr 13, I i II dywizjony armat kal. 75 mm. W garnizonie Łuck: III dywizjon haubic kal. 100 mm oraz kolumny taborowe (dywizyjne) nr 209, 210, 211, 212, pluton parkowy uzbrojenia nr 202 i warsztat taborowy nr 209. Pułk zmobilizował się w ciągu 56 godzin, jednak wystąpiły braki w wyposażeniu: część baterii nie otrzymała radiostacji, a w dowództwach dywizjonu otrzymano tylko jedną sztukę, wystąpiły braki broni krótkiej dla oficerów i podoficerów rezerwy. Zabrakło części lornetek, oraz amunicji ppanc. do broni strzeleckiej i granatów. Pułk otrzymał doskonałe konie i wozy, ze wsi obsadzonych przez kolonistów czeskich. 16 sierpnia pułk załadowano do 9 transportów kolejowych i wysłano na Pomorze. Po wyładowaniu w Solcu Kujawskim 19 sierpnia pułk przemaszerował do lasów w rejonie Fordonu i wraz z macierzystą 13 DP wszedł w skład Korpusu Interwencyjnego gen. Skwarczyńskiego. Nocą 31 sierpnia/1 września 1939 r. 13 pal dotarł do Fordonu, gdzie miał się załadować powtórnie do transportów kolejowych. 

## 13 Kresowy pal w kampanii wrześniowej

### Działania bojowe 13 pal
Załadunek 13 pal rozpoczęto 1 września 1939 roku o godz.9.00 załadowane pododdziały sukcesywnie odjeżdżały przez Toruń, Włocławek, Kutno. W trakcie załadunku i dalszego transportu były atakowane przez niemieckie lotnictwo na stacji Fordon. W Kutnie został zbombardowany transport I i II dywizjonu. Z 2 baterii zostało zabitych kilkanaście koni, a z II dywizjonu poległo 7 żołnierzy. 2 września w rejonie Koluszek wyładowywano transporty 13 pal i kierowano do lasów na południe od miasta.         

#### Udział w bitwie pod Tomaszowem Mazowieckim
W związku z przegrupowaniem 13 DP do rejonu Tomaszowa Mazowieckiego, nocą 3/4 września dywizjon III/13 pal podjął marsz do Tomaszowa, a nocą 4/5 września dywizjon II i I (bez 3 baterii). Od rana 5 września dywizjony sukcesywnie zaczęły zajmować stanowiska ogniowe w lesie Lubochnia. III dywizjon zajął stanowiska ogniowe w rejonie miejscowości Sangródź , a następnie Przesiadłów jako wsparcie 43 pułku piechoty. Dywizjon II/13 pal (bez 6 baterii) jako artyleria ppanc. zajął stanowiska w szykach 45 pułku piechoty od  Zawady do wzg.185. 6 bateria wraz z batalionem I/44 pułku piechoty stanowiła odwód dywizji, ubezpieczając północne skrzydło dywizji. I/13 pal (bez 3 baterii) jako artyleria ogólnego działania pod dowództwem ppłk Kossakowskiego nad rzeką Piasecznica. Przybyła ostatnim transportem kolejowym do Koluszek w dniu 5 września 3 bateria armat, po wykonaniu nocnego marszu w rejon Tomaszowa Maz. zajęła stanowiska na szosie Tomaszów Maz.-Lubochnia o świcie 6 września wraz z batalionem I/45 pp. 6 września 5 bateria zniszczyła niemiecki czołg dowodzenia i pozostałe dwa zmusiła do odwrotu. O godz.10.00 stanowiska II i III dywizjonu zostały zaatakowane przez lotnictwo niemieckie i ostrzelane przez artylerię. Zostało rannych i zabitych kilku artylerzystów.          
Na stanowiska 43 pp i styk z 45 pp uderzyły niemieckie oddziały 4 Dywizji Pancernej, z uwagi na znaczne oddalenie stanowisk III dywizjonu od pierwszej linii wpieranej piechoty i problemy z łącznością, wsparcie dywizjonu było nieefektywne. Ok.godz.12.00 oddział niemieckiej 1 Dywizji Pancernej uderzył na 45 pp od strony Wolborza, atakujące niemieckie czołgi zostały zatrzymane ogniem "na wprost" przez 5 baterię armat i pluton artylerii piechoty 45 pp, zniszczono 5 czołgów niemieckich i 3 uszkodzono. O godz.15.00 niemiecka 1 DPanc. wznowiła natarcie przez Nieborów w kierunku Zawad, jednocześnie został zaatakowany przez lotnictwo niemieckie dywizjon III/13 pal i tabory pułku. Natarcie to było ostrzeliwane mało skutecznie przez 4 i 5 baterie armat. O godz.17.30 natarcie podjęła niemiecka 4 DPanc. atakując w kierunku Cekanowa, ok. 40 czołgów niemieckich przedarło się na tyły 43 pp i stanowiska III dywizjonu haubic. Haubice ostrzałem "na wprost" zniszczyły 5 czołgów, utracono 6 haubic, oraz wielu żołnierzy oraz liczne zaprzęgi konne, dywizjon został rozbity. I dywizjon armat (bez 3 baterii) na rozkaz dowódcy 13 DP przegrupowywał się do rejonu Skrzynki, Małecz, przygotowane do odmarszu baterie I/13 pal w lesie Lubochnia zostały zaatakowane przez 8 czołgów niemieckich, zaskoczona 1 bateria podjęła walkę niszcząc 1 czołg, ale utraciła dwie armaty i większość koni, 2 bateria stojąca nieco dalej ogniem bezpośrednim zniszczyła 3 czołgi niemieckie zmuszając do odwrotu pozostałe, bez strat własnych. W kierunku Lubochni wycofała się 2/13 pal i dowództwo 13 pal. Bateria 3/13 pal nie biorąca udziału dotychczas w walce, dostała rozkaz o zmianie stanowiska ogniowe i przegrupowaniu się. Podczas zejścia ze stanowisk została zaatakowana przez lotnictwo niemieckie, wówczas jeden z plutonów baterii pojechał na skutek błędnego pokierowania w kierunku Radomia. Czołgi niemieckie w tym czasie rozproszyły tabory 13 pal w lesie Lubochnia. Przed zmrokiem 5 bateria armat z plutonem artylerii 45 pp w rejonie Jadwigów, Wiaderno odparły natarcie czołgów niemieckich na las Lubochnia niszcząc 2 czołgi niemieckie, utraciła dwóch poległych i jednego rannego kanoniera i 3 konie zabite. Artyleria niemiecka w godzinach nocnych prowadziła silny ostrzał stanowisk 13 DP. W jego wyniku ranni zostali dowódcy 4 i 6 baterii armat. Na rozkaz płk. dypl. Władysława Zubosz-Kalińskiego dywizja rozpoczęła odwrót do lasów brudzewickich.         
Wycofujące się szosą warszawską: dowództwo 13 pal, 2/13 pal i 9 bateria haubic (3 działowa) z III/13 pal, wraz z taborami i częścią służb dywizyjnych późną nocą 6/7 września zostały zaatakowane przez niemieckie czołgi. Wybuch paniki w taborach spowodował gwałtowny odwrót w kierunku Warszawy maszerujących pododdziałów 13 pal. Bateria 2/13 pal dotarła do Skierniewic. Podczas przemarszu 45 pp wraz z 4 baterią i częścią 3 baterii przez Tomaszów Mazowiecki doszło do nocnego boju z grupą ok. 40 czołgów niemieckich, do walki z odkrytych stanowisk ostrzałem na wprost 4/13 pal włączyła się do walki otwierając dalszą drogę kolumnie, za cenę strat w ludziach i koniach i 2 utraconych armatach. Doszło jednocześnie na ulicach Tomaszowa do walki z dywersantami niemieckimi. 3 i 4 baterie dotarły do lasów spalskich miejsca koncentracji 13 DP. W trakcie nocnego marszu przez czołgi niemieckie rozbite zostało dowództwo II/13 pal. Do lasów spalskich dotarły też: dowództwo I/13 pal, 1 bateria (2 armaty), 7 bateria (3 haubice). Maszerująca w straży tylnej 5 bateria stoczyła walkę w Tomaszowie z dywersantami i oddziałem niemieckim, utraciła 1 poległego, 3 rannych żołnierzy, 3 konie i jaszcz amunicyjny. Rano dołączyła do reszty pułku w lasach spalskich, dotarły też resztki dowództw II i III dywizjonów. 7 września o świcie 6 bateria zajęła stanowiska ogniowe we wsi Glinniki wraz z batalionem I/44 pp, o godz.10.00 pozycje obronne zaatakowało ok. 60 czołgów niemieckich. Przez dwie godziny na pozycjach powstrzymywano oddział niemiecki, a następnie do godz.15.30 broniono się w oparciu o lasy na zachód od Glinnika, gdzie podczas tych walk 6/13 pal zniszczyła kilka czołgów niemieckich. Przed wieczorem bateria dołączyła do reszty 13 pal stacjonującego w lasach brudzewickich. Zebrano łącznie 17 dział, dowództwo pułku objął mjr Konopnicki.         

#### Odwrót ku Wiśle
Na rozkaz dowódcy Armii "Prusy" 13 DP rozpoczęła przygotowania do marszu w kierunku przeprawy w Maciejowicach. Podczas formowania kolumny marszowej ok. godz.18 niemalże przez pomyłkę nie doszło do bratobójczej walki pomiędzy bateriami pułku i własną kompanią czołgów z 1 batalionu czołgów lekkich, po obopólnym chwilowym ostrzale w szykach 13 DP doszło do objawów paniki, ale została ona opanowana. Wieczorem rozpoczęto marsz na trasie Odrzywołu, Klwów, Ulów. Osiągając o świecie 8 września okolice Odrzywołu, gdzie na kolumny 13 DP, oraz oddziałów z 19 DP i 29 DP uderzył niemiecki batalion piechoty z 13.DPZmot. wraz z kompanią czołgów. Baterie 13 pal powstrzymały natarcie niemieckich czołgów i piechoty zmotoryzowanej, 6 bateria armat zaskoczona przez czołgi w walce została doszczętnie rozbita, niszcząc ogniem na wprost czołg niemiecki, poległo wielu jej żołnierzy, w tym jej dowódca por. Raczyński, wielu rannych kanonierów dostało się do niewoli. 5 bateria zniszczyła 2 lub 3 czołgi nie ponosząc większych strat. Po dotarciu do lasów w rejonie Ulowa pozostałość 13 pal ok. godz.17.00 stoczyła pojedynek artyleryjski z artylerią niemieckiej 13.DPZmot. Nocą 8/9 września 13 pal wraz z macierzystą dywizją wykonała marsz do rejonu lasów Dąbrówka-Stawiszyn na południe od Białobrzegów. O świcie kolumnę pułku atakowało lotnictwo niemieckie, powodując straty w bateriach, głównie koni. Podczas postoju 9 września zlikwidowano tabor pułkowy, pozostawiając niezbędną liczbę zaprzęgów. Maszerując kolejnej nocy 13 pal wraz z 13 DP dotarł do Głowaczowa, przed południem zajęto rejon Dąbrówki Grabnowolskiej, pozostając od świtu 10 września pod ostrzałem niemieckiej artylerii. Rozpoznano, iż przeprawa przez rzekę Radomkę w Ryczywole i Wisłę w Maciejowicach jest  niemożliwa. Dowódca 13 DP płk. Kaliński rozkazał zniszczyć działa i cały sprzęt ciężki. 13 DP po osiągnięciu w marszu nocnym 10/11 września przez Ryczywół rzeki Wisła przeprawiła się na odcinku pomiędzy Maciejowicami i Magnuszewem przez Wisłę. Tu nastąpiło rozdzielenie 13 pal.        

#### Działania artylerzystów 13 pal w grupach rozproszonych
Część artylerzystów pomaszerowała na wschód, w tym grupa por. Salwina z 8/13 pal dotarła do Równego, grupa kpt. Podoskiego z III/13 pal przez Korytnicę dotarła do Lublina, tam z artylerzystów 13 pal zorganizowano kompanię piechoty. Kompania kpt. Podoskiego 17 września z Lublina wycofał się do Łęcznej, gdzie wszedł w skład 39 DP rez. Po marszu Pawłów, Kukówkę, Komarów kompania dotarła do Suchowoli, gdzie weszła w skład odtworzonego 45 pp pod dowództwem ppłk Redera, XIII Brygady Piechoty płk. Szalewicza. Po walkach w rejonie Krasnobrodu w ramach XIII BP, 27 września kompania artylerzystów 13 pal dostała się do niewoli niemieckiej.           
Z grupą żołnierzy II/13 pal mjr Konopnicki pomaszerował w kierunku Warszawy. Duża grupa żołnierzy 13 pal dostała się do niewoli niemieckiej we wsi Grabnowola koło Głowaczowa 11 września, inne grupy w lasach kozienickich i ryczywolskich trafiły do niemieckiej niewoli. Dowódca 5 baterii por. Czerniuk zebrał grupę ok. 300 żołnierzy i 17 września przeprawił się przez Wisłę pod Świerzem Górnym, podjął marsz na Warszawę grupa osiągnęła stan 400 żołnierzy, pod Wilgą rozbił niemiecki tabor konny i uwolnił kolejnych kilkudziesięciu żołnierzy z niewoli. toczył potyczki z patrolami niemieckimi. Z uwagi na zablokowanie drogi do stolicy przez silne jednostki niemieckie pomaszerował 23 września na Podlasie, gdzie dołączył do zgrupowania płk. Kowalskiego toczącego potyczki z oddziałami niemieckimi i sowieckimi. Grupa została rozwiązana 2 października.           
12 września brodem przez Wisłę w rejonie wsi Kraski przeprawiono przy pomocy ludności cywilnej 2 armaty z 4 baterii wraz z jaszczami, amunicją i końmi. Dowództwo nad baterią objął kpt. W. Pałka, a pozostałych żołnierzy na koniach wcielono do szwadronu kawalerii dywizyjnej mjr. Bednarskiego. Bateria kpt. Pałki maszerowała wraz z resztkami 13 DP w kierunku Warszawy Prowadzono marsz 16 września docierając do Wilgi, a 17 września do lasu Podbiel koło Celestynowa. Ok. godz.19.00 bateria kpt. Pałki stoczyła walkę z pancernym podjazdem niemieckim zniszczono 2 wozy pancerne. Artylerzyści baterii stanowili straż tylną maszerującego oddziału 13 DP poprzez Otwock i Emów w nocy 17/18 września. Następnej nocy zgrupowanie dotarło do Falenicy, rano w rejonie żydowskiego sanatorium zajmując obronę okrężną. W południe na obronę zgrupowania uderzyły oddziały piechoty niemieckiej wsparte czołgami. Atak wroga został odparty ze stratą 3 czołgów. Przez resztę dnia oddziały niemieckie ze wsparciem artylerii prowadzili natarcie na pozycje oddziału 13 DP. Po wygaśnięci walki zniszczono pozostałe działa i podjęto próbę przebicia się do Warszawy. Udało się tylko części z 13 pal np. mjr. Konopnickiemu i por. Polityńskiemu. Większość żołnierzy 13 pal w tym kpt. W. Pałka 20 września dostała się do niemieckiej niewoli. Był to kres istnienia 13 pal.

### Oddział Zbierania Nadwyżek 13 pal
Po wyjeździe na Pomorze 13 pal w garnizonie w Równem pozostały nadwyżki oficerów i podoficerów pułku oraz napływający w dalszym ciągu oficerowi, podchorążowie, podoficerowie i szeregowi rezerwy. Dowódca pozostałości został mjr Bronisław Czołowski. Z rezerwistami prowadzono szkolenie wykorzystując pozostawione w garnizonie 4 armaty 75 mm wz.1897 oraz pełniąc służbę wartowniczą przy prochowni i na posterunkach opl. Sformowano baterię armat kpt. Mieczysława Klimowicza. 7 września OZN 13 pal udał się do Włodzimierza Wołyńskiego, jak również nadwyżki z III/13 pal z garnizonu w Łucku pod dowództwem kpt. Władysława Dunin-Brzezińskiego. W koszarach w Równem pozostał z niewielkim pododdziałem wartowniczym mjr Bronisław Czołowski. We Włodzimierzu Wołyńskim formowany był Ośrodek Zapasowy Artylerii Lekkiej typ spec. nr 2. Z artylerzystów 13 pal utworzono baterię armat kpt. M. Klimowicza i z pozostałych, którzy posiadali broń kompanię piechoty. Od 13 września przygotowywano Włodzimierz do obrony przed zbliżającym się atakiem niemieckiej broni pancernej. Nadwyżki 13 pal weszły w skład Grupy „Włodzimierz”. Od 14 do 17 września prowadzono walki z pancerno-motorowym oddziałem niemieckim. Ogniem armat zmuszono do wycofania się niemieckie wozy bojowe. 18 września na wieść o wkroczeniu wojsk sowieckich do Polski wydano rozkaz rozwiązania baterii armat i kompanii piechoty z artylerzystów 13 pal. Rozkazowi nie podporządkował się por. rez. Tadeusz Gularski dowódca plutonu z baterii armat i pomaszerował na północny zachód. 20 września dołączył w Chełmie Lubelskim do Grupy „Brześć”, z którą dzielił jej dalsze losy do 2 października gdzie w rejonie Domostawa-Mamoty po zniszczeniu armat skapitulował przed wojskami sowieckimi.
| Struktura organizacyjna i obsada personalna we wrześniu 1939 | Struktura organizacyjna i obsada personalna we wrześniu 1939 | Struktura organizacyjna i obsada personalna we wrześniu 1939 |
| Stanowisko                                                   | Stopień, imię i nazwisko                                     | Uwagi                                                        |
| Dowództwo                                                    | Dowództwo                                                    | Dowództwo                                                    |
| ------------------------------------------------------------ | ------------------------------------------------------------ | ------------------------------------------------------------ |
| dowódca pułku                                                | ppłk art. Stefan Paweł Kossakowski                           | do 7 IX                                                      |
| dowódca pułku                                                | mjr Janusz Konopnicki                                        |                                                              |
| adiutant pułku                                               | kpt. art. Wacław Woliński                                    |                                                              |
| dowódca plutonu topograficzno-ogniowego                      | por. rez. NN                                                 |                                                              |
| oficer zwiadowczy                                            | por. art. Julian Stanisław Bistroń                           |                                                              |
| oficer łączności                                             | kpt. art. Zbigniew Józef Papiewski                           |                                                              |
| I dywizjon (12 armat 75 mm)                                  |                                                              |                                                              |
| dowódca I dywizjonu                                          | kpt. art. Wilhelm Pałka                                      |                                                              |
| oficer zwiadowczy                                            | por. Józef Prokulewicz                                       |                                                              |
| dowódca 1 baterii                                            | por. art. Karol Raczkowski                                   |                                                              |
| dowódca 2 baterii                                            | ppor. Bolesław Strenkowski                                   |                                                              |
| dowódca 3 baterii                                            | por. Stanisława Polityński                                   |                                                              |
| dowódca kolumny amunicyjnej                                  | por. rez. Edward Malczewski                                  |                                                              |
| II dywizjon (12 armat 75 mm)                                 |                                                              |                                                              |
| dowódca II dywizjonu                                         | mjr Janusz Konopnicki                                        |                                                              |
| adiutant dywizjonu                                           | por. rez. Mirosław Trelewski                                 |                                                              |
| oficer zwiadowczy                                            | por. rez. Jan Ziemkowicz                                     |                                                              |
| dowódca 4 baterii                                            | por. Stanisław Kaczorkiewicz                                 |                                                              |
| dowódca 5 baterii                                            | por. Paweł Czerniuk                                          |                                                              |
| dowódca 6 baterii                                            | por. rez. Kazimierz Raczyński                                |                                                              |
| III dywizjon (12 haubic 100 mm)                              |                                                              |                                                              |
| dowódca III dywizjonu                                        | mjr art. Stanisław Marian Kruszyński                         |                                                              |
| adiutant dywizjonu                                           | ppor. Roman Baraniecki                                       |                                                              |
| oficer zwiadowczy                                            | por. Tadeusz Szlapkin                                        |                                                              |
| dowódca 7 baterii                                            | kpt. art. Roman Podoski                                      |                                                              |
| dowódca 8 baterii                                            | por. Jan Salwin                                              |                                                              |
| dowódca 9 baterii                                            | por. Henryk Jonke                                            |                                                              |
| dowódca kolumny amunicyjnej                                  | por. rez. Stefan Dybczyński                                  |                                                              |

## Symbole pułkowe

### Sztandar
Sztandar pułkowy ufundowany przez miasto Belfort został wręczony I grupie 22 czerwca 1918 przez Prezydenta Francji Rajmunda Poincaré'a w Dionville. Na płachcie barwy amarantowej obszytej srebrnymi frędzlami wyhaftowane były napisy. Na awersie: Pierwszy Pułk – Artylerji Polowej, na rewersie Wojsko Polskie. II i III grupa po ostatecznym sformowaniu otrzymały proporce.

### Odznaka pamiątkowa
Odznaka zatwierdzona Dz. Rozk. MSWojsk. nr 30, poz. 355 z 17 września 1930 roku. Posiada kształt pięcioramiennego krzyża na wzór francuskiego orderu Legii Honorowej, o biało emaliowanych ramionach, zakończonych kulkami, z krawędziami barwy złocistej. W środku krzyża okrągła złocista tarcza ze skrzyżowanymi lufami armatnimi, otoczona napisem z nazwą pułku i rokiem powstania 13 P.KRES. ART.POL. 1918. Dwuczęściowa – oficerska, wykonana w srebrze, złocona i emaliowana, żołnierska w tombaku bez emalii. Na rewersie próba srebra, numer, imiennik AN i nazwisko grawera.

## Kresowi artylerzyści
Dowódcy pułku
- płk art. Gross (p.o. 1918)
- płk art. Władysław Jung (1919)

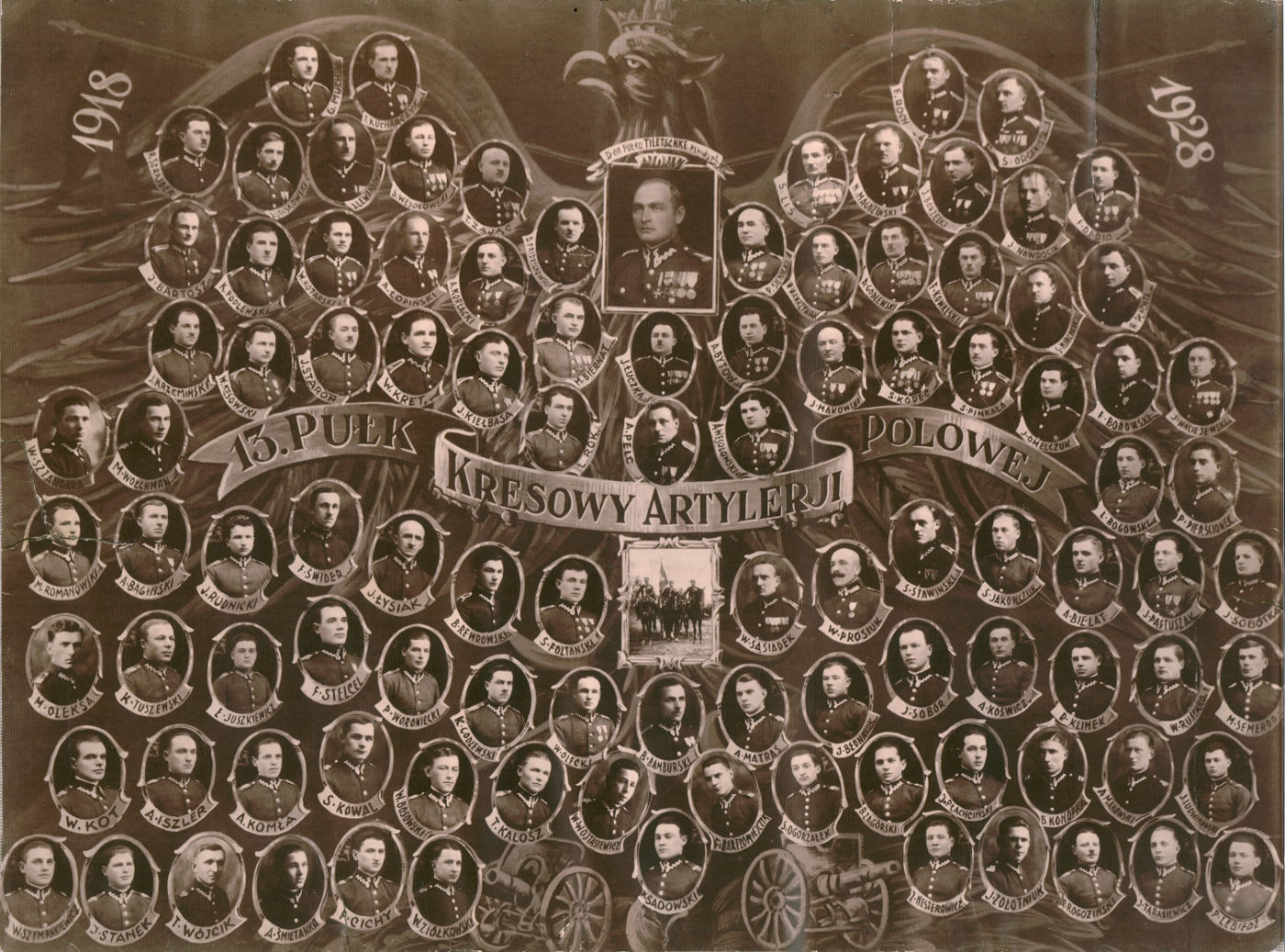
Fotografia upamiętniająca dziesięciolecie pułku - oficerowie i podoficerowie pułku

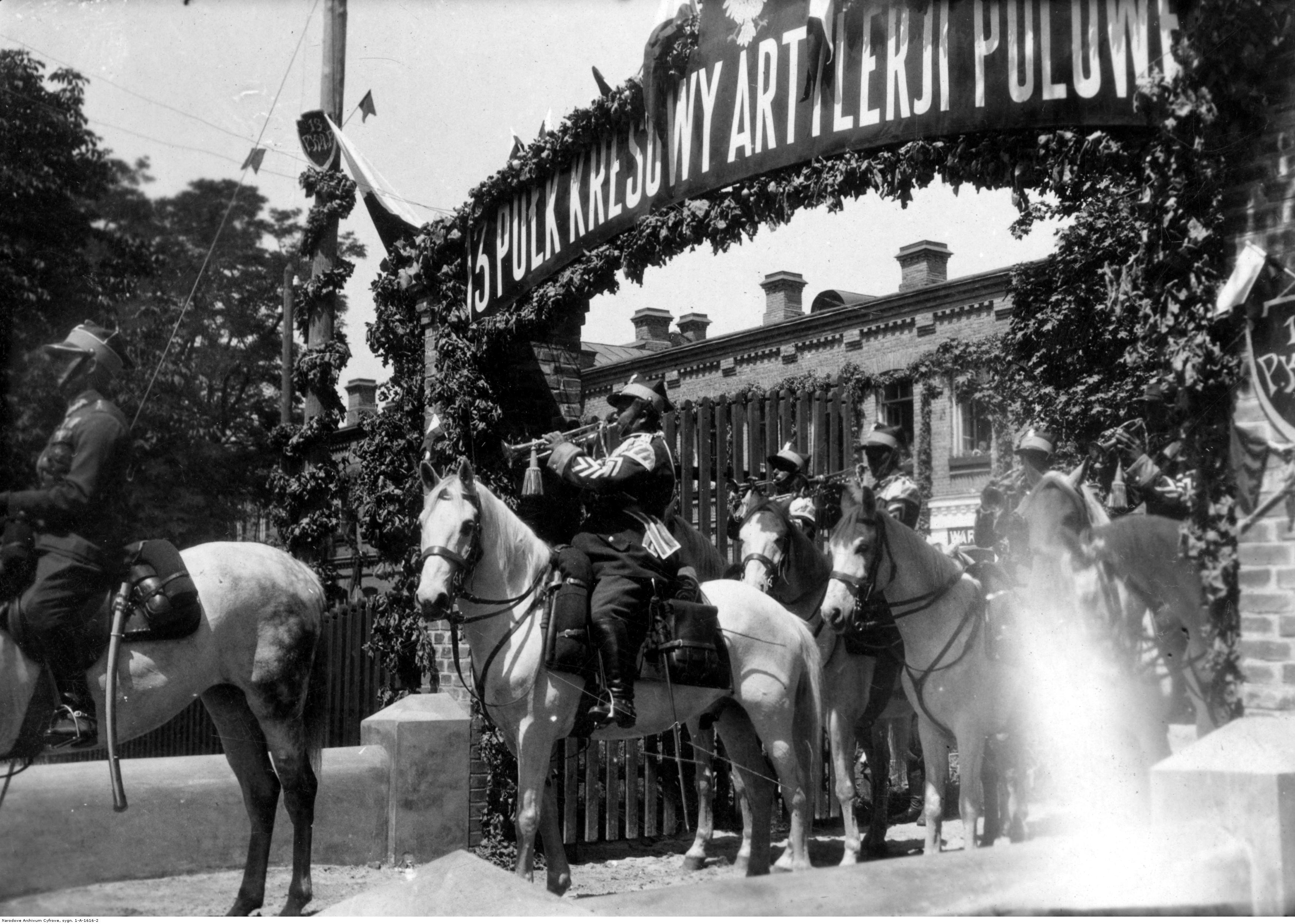
Żołnierze 13 pal oczekujący prezydenta Ignacego Mościckiego składającego wizytę w Równem; czerwiec 1929

- płk art. Mikołaj Gomólicki (2 IV 1919 - X 1925)
- płk dypl. art. Jan Tiletschke (X 1925 - XI 1931 i p.o. 6 XI - 23 XII 1931)
- płk art. dr Karol Myrek (od V 1932)
- ppłk art. Klaudiusz Reder (do VIII 1939 → dowódca artylerii dywizyjnej 13 DP)
- ppłk art. Stefan Paweł Kossakowski (VIII – IX 1939)

Zastępcy dowódcy pułku (od 1938 – I zastępca dowódcy pułku)
- ppłk art. Jan Hornowski (1923 – 1924)
- ppłk art. Ferdynand Müllner (1928 – III 1929[24] → dowódca 9 pac)
- mjr / ppłk art. Karol Łopatkiewicz (IV 1929 – VIII 1935 → rejonowy inspektor koni w Krakowie)
- ppłk dypl. art. Jan Ciałowicz (IX 1935 – 1937 → I oficer sztabu generała do prac artyleryjskich przy GISZ)
- ppłk art. Stefan Paweł Kossakowski (do VIII 1939 → dowódca pułku)
- mjr art. Bronisław Czołowski (II z-ca d-cy/kwatermistrz – 1939)

Oficerowie i żołnierze pułku

### Żołnierze 13 pułku artylerii lekkiej - ofiary zbrodni katyńskiej
Biogramy ofiar zbrodni katyńskiej znajdują się między innymi w bazach udostępnionych przez Ministerstwo Kultury i Dziedzictwa Narodowego oraz Muzeum Katyńskie.
| Nazwisko i imię            | stopień              | zawód             | miejsce pracy przed mobilizacją | zamordowany |
| -------------------------- | -------------------- | ----------------- | ------------------------------- | ----------- |
| Golewski Wincenty          | podporucznik rezerwy | mierniczy         |                                 | Katyń       |
| Burbelka Michał            | porucznik rezerwy    |                   | pracował w Jaśle                | Katyń       |
| Czołowski Bronisław        | major                | żołnierz zawodowy | kwatermistrz 13 pal             | Katyń       |
| Dzenajewicz Józef          | podporucznik rezerwy | student prawa     |                                 | Katyń       |
| Kapłan Boruch              | podporucznik rezerwy | inżynier elektryk | pracował w Równem               | Katyń       |
| Niewodski Mikołaj          | porucznik rezerwy    | inżynier          | Szkoła Budownictwa w Lublinie   | Katyń       |
| Przezwański Stefan         | podporucznik rezerwy | urzędnik          | Poczta Polska                   | Katyń       |
| Sosicki Leonard            | podporucznik rezerwy | inżynier leśnik   |                                 | Katyń       |
| Szmalstych Józef           | podporucznik rezerwy |                   |                                 | Katyń       |
| Szumiata Witold            | podporucznik rezerwy |                   | Zarząd Miejski w Łucku          | Katyń       |
| Walczak Władysław          | podporucznik rezerwy | inżynier          |                                 | Katyń       |
| Wild Józef                 | podporucznik rezerwy | mierniczy         | pracował w Łucku                | Katyń       |
| Dunin-Brzeziński Władysław | kapitan              | żołnierz zawodowy |                                 | Charków     |
| Garbowicz Józef            | podporucznik rezerwy | nauczyciel        |                                 | Charków     |
| Rybicki Józef Tadeusz      | porucznik rezerwy    | lekarz            |                                 | Charków     |
| Woliński Wacław            | kapitan              | żołnierz zawodowy |                                 | Charków     |
| Bilczyński Władysław       | podpułkownik         | żołnierz zawodowy | RIK Lwów                        | Charków     |
| Amrogowicz Henryk          | porucznik rezerwy    | leśnik            | wójt gminy Kołki                | ULK         |
| Hildebrand Władysław       | podporucznik rezerwy | inżynier          | dyr. cementowni w Zdołbunowie   | ULK         |